# La leggenda della volpe a nove code
La leggenda della volpe a nove code (구미호뎐?, GumihodyeonLR, lett. "Storia del gumiho"; titolo internazionale Tale of the Nine Tailed) è una serie televisiva sudcoreana trasmessa su tvN dal 7 ottobre al 3 dicembre 2020. In lingua italiana è stata resa disponibile su Prime Video.
Nel 2023 è stato prodotto un sequel ambientato ottant'anni prima, La leggenda della volpe a nove code 1938.

## Trama
Il gumiho millenario Lee Yeon lascia la sua posizione di spirito del monte Baekdudaegan per cercare la reincarnazione del suo unico vero amore Ah-eum. Ne segue l'anima fino al fiume Samdo e le consegna la sua perla della volpe per riconoscerla quando rinascerà. Nel frattempo, siccome la montagna non è più protetta, gli umani riescono a darle fuoco, facendo fuggire il fratellastro di Yeon, Rang, che pretende vendetta sugli esseri umani, anche sugli innocenti, attraverso vari omicidi. In seguito Yeon si riunisce a Rang solo per eseguire l'ordine dei giudici dell'aldilà di punirlo con la morte. Rang riesce a sopravvivere a questa punizione grazie all'aiuto di un uomo misterioso e sviluppa un profondo rancore contro suo fratello per aver scelto Ah-eum al posto suo e al ruolo di protettore della montagna. Intanto, Yeon presta servizio sotto Taluipa per sradicare gli esseri soprannaturali che minacciano il mondo mortale in cambio della reincarnazione di Ah-eum. Nel corso dei secoli, incontra diversi sosia di Ah-eum, ma nessuno ha la perla.
Seicento anni dopo, ai giorni nostri, Yeon vive in città, dove è assistito dal suo fedele suddito e compagno gumiho Goo Shin-joo, e continua la sua ricerca e missione agli ordini di Taluipa. Rang, con l'assistenza di Ki Yoo-ri, danneggia continuamente gli esseri umani per tormentare suo fratello. Mentre lavora a una missione, Yeon incontra Nam Ji-ah, produttrice intelligente e impavida del canale TVC. Ji-ah assomiglia ad Ah-eum, ma all'inizio non sembra essere la sua reincarnazione. A causa di questa somiglianza, era stata salvata da Yeon quando era bambina da un incidente d'auto che presumibilmente ha ucciso i suoi genitori, anche se non sono stati trovati i corpi. Ji-ah crede che siano ancora vivi e Yeon è l'unica strada che ha per trovarli. Più tardi, viene rivelato che è la reincarnazione di Ah-eum quando la perla della volpe appare per lei, e Yeon giura di proteggerla a tutti i costi in modo che possa vivere più a lungo in quella vita.

## Personaggi
- Lee Yeon, interpretato da Lee Dong-wook
- Nam Ji-ah/Ah-eum, interpretata da Jo Bo-ah
- Lee Rang, interpretato da Kim Bum